# William Fullingim
William Archer Fullingim, soprannominato Uncle Bunch (Clarksville, 7 luglio 1855 – Lawton, 6 agosto 1965), è stato un supercentenario statunitense che detenne il titolo di persona vivente più longeva al mondo dalla morte della connazionale Elizabeth Kensley, il 6 marzo 1965, fino al suo stesso decesso; Fullingim fu inoltre la persona di sesso maschile vivente più anziana al mondo dalla morte del canadese Joseph Saint-Amour, deceduto il 16 marzo 1962.

## Biografia
William Fullingim nacque a Clarksville, in Texas; si sposò nel 1879 con Nancy Watson. Nel 1898 si trasferì con la famiglia in Oklahoma; lui e i familiari costruirono una fattoria. Quando Nancy morì nel 1964, la coppia era sposata da quasi 85 anni.
A seguito della sua morte, avvenuta il 6 agosto 1965 all'età di 110 anni e 30 giorni, la persona più longeva vivente al mondo divenne Narcissa Rickson, anch'ella statunitense, mentre il titolo di persona di sesso maschile più anziana vivente passò al britannico John Mosley Turner.